# 摩梭人

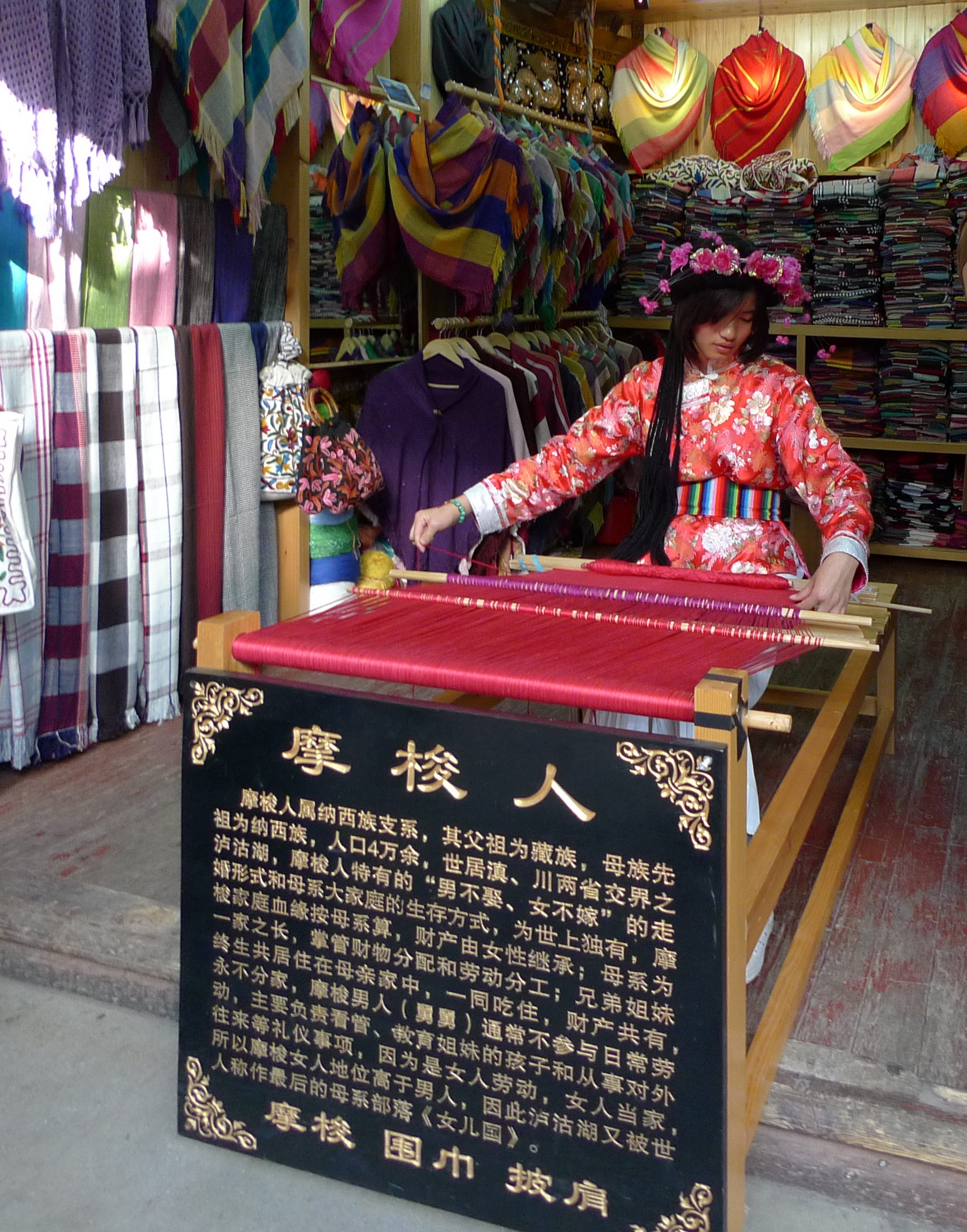
云南丽江古城摩梭织女

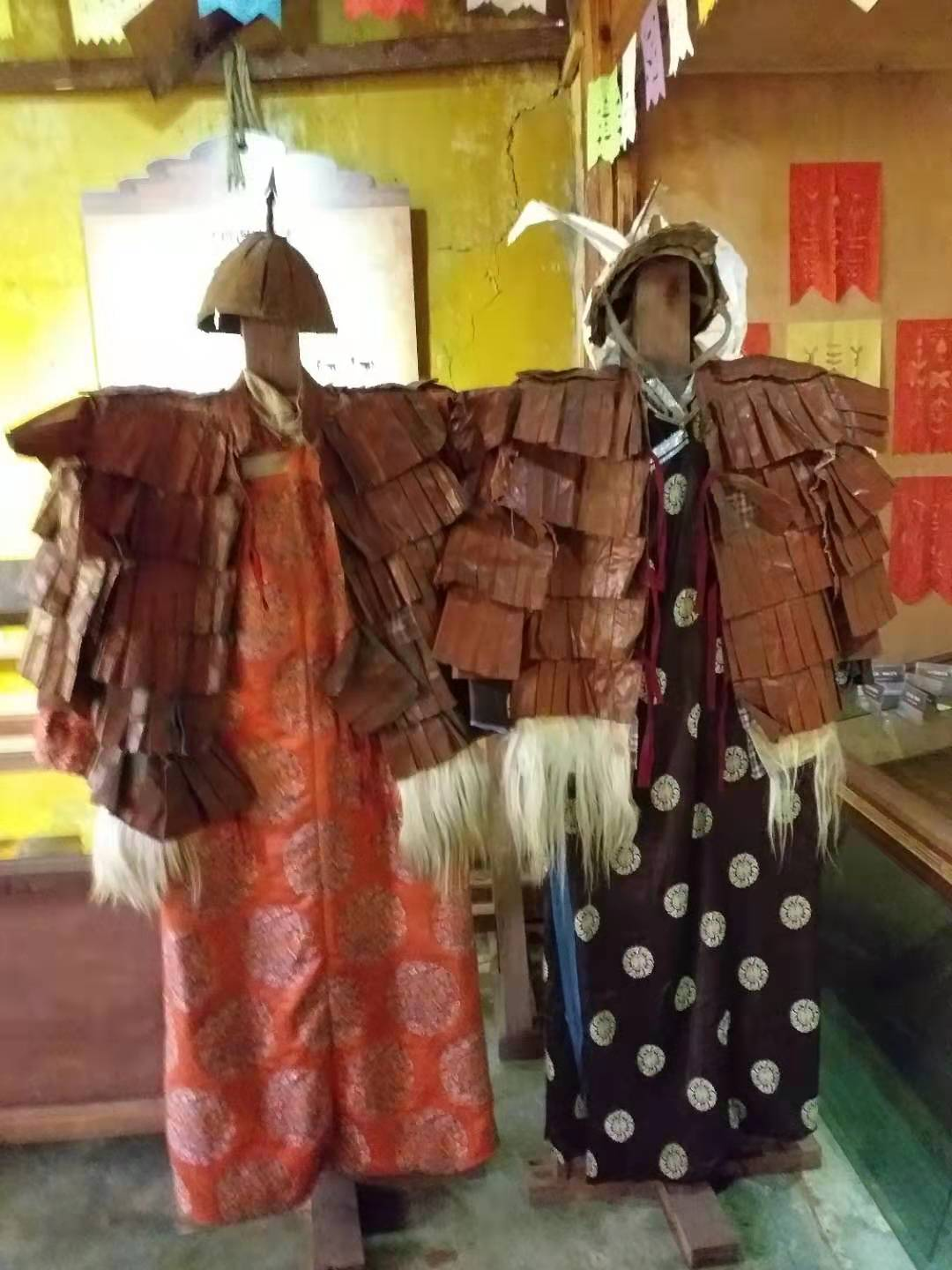
摩梭人宗教儀式用服。攝於瀘沽湖摩梭民俗博物馆，中國雲南。

摩梭人主要居住于中国四川省凉山彝族自治州盐源县和木里藏族自治县与云南省丽江市宁蒗彝族自治县之间的泸沽湖畔，自称“纳”、“纳日”、“纳恒”等。云南摩梭人被划为纳西族，四川摩梭人被劃为蒙古族。截至2007年，摩梭人共有4万左右人口。摩梭人说納西語，其文化自成一体，又与周围民族相互影响。信奉藏傳佛教。摩梭人與四川甘孜的「扎壩人」同是母系社會，習俗相似尤其都是“男不娶，女不嫁”的走訪異居制度。
摩梭人所住的房屋稱為「木摞房」，家庭活动的中心为“祖母屋”或称“堂屋”（「祖母」在摩梭語裡有「大」的意思，所以又譯為「家屋」），祖母屋由兩根柱支撐，分別為「男柱」和「女柱」，代表男女平等，男柱和女柱必須出自同一棵樹，女柱為根，男柱為幹，象徵「女本男末」。祖母屋中有「火塘」，火塘的火代表家族的命脈，因此不能熄滅。火塘不灭的传统继承自北方先民的火神崇拜传统。家中所有重要儀式和聚會都在火塘前進行。
一般最年長或最有能力的老祖母掌握权力，居住于独立的祖母房，若家中最老一輩有多名成員，則以有能者為當家，又有「舅掌禮儀母掌財」的制度。成年女性居住于二楼，称为花楼，其兄弟与舅舅则居住于一楼。只有花楼的房间开有外窗，以供走婚的男子出入。不实行走婚的家庭与普通人家无异。

## 语言文字
无流传文字。以藏文记录经书内容或者印制经幡。摩梭语分几个方言（土语），其中北渠坝与瓜别跟永宁地区摩梭方言区别相当大。关于摩梭语词汇，可以参考一部阿拉瓦村方言的词典。

## 家庭與親屬關係
走婚摩梭人家庭成員為母系親屬，父系親屬並不屬於自己的家庭成員。非走婚家庭为父系。

### 親屬稱謂
以寧蒗彝族自治縣摩梭人習慣為準，對應的漢語親屬稱謂：
- 阿斯：曾祖父母
- 阿依：祖母
- 阿普：祖父
- 阿咪：母親，亦泛稱所有女性長輩，例如姨母
- 阿烏：舅父，亦泛稱男性長輩，用作稱呼父親則有尊敬之意
- 阿咪的：姨媽，母親的姊姊，又譯「阿咪直」
- 阿咪斤：阿姨、姨娘，母親的妹妹，又譯「阿咪吉」
- 阿烏的：舅父，專指母親的哥哥
- 阿烏斤：舅父，專指母親的弟弟
- 阿烏生農：姨父，姨母的正式丈夫
- 阿達：父親，正式的稱呼
- 阿博：爸爸、爹爹，對父親表示親暱的稱呼，摩梭古語為「親親臉頰」之意
- 阿姆：哥哥、姊姊，泛稱較自己年長的同輩
- 格日：弟弟，泛稱較自己年幼的同輩男性
- 姑咪：妹妹，泛稱較自己年幼的同輩女性
- 阿姆汗处巴：姊夫
- 姑咪汗处巴：妹夫
- 阿姆处咪：嫂嫂
- 格日处咪：弟婦
- 處咪：妻子，正式配偶（男性稱）
- 汗處巴：丈夫，正式配偶（女性稱）
- 若：兒子、姨甥、姪兒（男性稱）
- 姆：女兒、姨甥女、姪女（男性稱）
- 若处咪：媳婦、姨甥媳、姪媳（男性稱）
- 若曼、姆汗处巴：女婿、姨甥婿、姪女婿（男性稱）
- 阿姆若：姪兒（女性稱），專指兄之子
- 格日姆：姪女（女性稱），專指弟之女
- 阿姆格日处咪：姪媳（女性稱）
- 惹乌：外甥
- 惹咪：外甥女
- 惹乌处咪：外甥媳
- 惹咪汗处巴：外甥婿
- 如乌：孙男
- 如咪：孫女
- 阿夏：女朋友，走婚伴侶（男性稱）
- 阿注：男朋友，走婚伴侶（女性稱）[5]

### 舅權
男性需要抚养自己的姐妹与其他男子走婚生下的子女。因此，摩梭人最信任的人为自己的舅舅（称呼为“阿烏”），他们称呼自己的生父也为阿烏，以示尊敬。「阿烏」在後輩眼中地位崇高，亦形成獨有的「舅權」，就連生父要打子女，也要先得到子女的舅舅同意。因此被稱為「阿烏」是男性的榮譽，男性要通過「阿烏」身份來確認「男權」。此外亦避免讓母親、兄弟姊妹尷尬與不和。因為同一家族中的兄弟姊妹往往有不同生父，若對他們的稱呼不同，會削弱兄弟姊妹間的凝聚力，統稱「阿烏」即避免這樣的情況發生，強化人們對母系家族的認同與感情。

### 生母與姨母
摩梭人出生後由整個母系家庭的長輩共同撫養，對生母和姨母只有稱謂上的不同，而沒有親疏之別，也常常統稱為「阿咪」，有些摩梭人甚至不知道誰才是親生母親。對家中不同「阿咪」所生的子女，也視為親兄弟姊妹，而不像漢人那樣稱為表兄弟姊妹。

### 父親
摩梭人走訪的男女除非失和分離，一般子女透過家庭鄰里的暗示閒談會知道自己的父親是誰，孩子擺滿月酒、成年禮時，父親家庭的母姐會帶禮物出席。在過年、重大節日時，子女也會去父親家中拜訪。父親並不負責管教和供養子女，他們只需要管教和供養姊妹的子女，與外甥的關係比親子女親密。所以摩梭人是「知父不親父」。

## 婚姻
由於地域上的差異以及與外人接觸的程度不同，不同地區的摩梭人在婚姻習俗上會有所差異。

### 走婚習俗
這是摩梭人最具代表性的婚俗，流行於永寧摩梭。男性和女性均不结婚，除非是家族需要女性繼後或男性勞動力才會娶妻或招婿。青年男女日間多為集體活動，透過歌唱、舞蹈向心上人表達心意，具有感情基础后，二人均同意，可以进行“走婚”。走婚时，男方只能在入夜后偷偷潜入（摩梭人称为“摩入”）女方“花楼”（即女方房间），与女方同床后，天亮之前离开（“梭出”）。这种走婚只依赖感情，与經濟等一切外界条件均无关。男性稱女情人為「阿夏」，女性稱男情人為「阿注」。二人走婚生下的子女由女家抚养，男方不需负担，但父親和子女都知道彼此的親子關係。走婚的男女分手后，仍可以自由与其他人重新进行走婚。

## 禮儀與禁忌

### 成人禮
成人禮是摩梭人一生當中的重要儀式之一。摩梭人於13歲就視為成年（有的家族为9岁或者12岁），女性行穿裙禮，男性行穿褲禮。未行成人禮的兒童一律以麻布長衫遮身，成年後男女衣飾就有所不同。成年後即有資格走婚，但一般在16歲後才開始走婚，近年不少摩梭男女更推遲至20歲後才首次走婚。
儀式前天晚上就要做好準備，成丁者與少年夥伴一起玩至通宵達旦，雄雞一鳴，儀式就開始了。還有感謝狗的儀式。
儀式由母親或舅舅主持，如母親已逝世或無舅舅的，舉行成年禮的時間必須請达博（巫師）占卜而定。
- 穿裙禮：

儀式由母親主持，少女踩在豬膘和糧食口袋上，由母親為少女穿上成年服飾。儀式後，少女要呼喚狗進屋，由她給狗餵一團飯和一塊豬膘肉，表達對狗的感謝。成年後的女性要留起髮辮。並可佩戴不同的飾物如耳環、戒指、手鐲等，亦可擁有自己的花樓。
- 穿褲禮：

儀式由舅舅主持，即將成年的人，必拿些食物，如糍粑、臘肉，到室外叫狗，給狗吃，作為人成年時對狗的感謝。少年男子手握長矛從正房的屋頂穿越而過，矛相傳是摩梭人遠古使用的武器之一，長矛頭上懸掛一面布旗和一把是舅舅授予甥男的長刀，作為終身攜帶的武器。少年換上成年服裝後，达博唸禱詞，然後少年向客人叩頭，並用牛角杯向客人敬酒。

### 害羞文化
摩梭人有害羞禁忌，主要見於永寧摩梭。例如絕對不能在火塘前或有親戚關係的人面前提及任何跟性有關的詞彙，甚至連“阿夏”、“阿注”、「處咪」、「汗處巴」、“懷孕”、“遺傳”、“走婚”等摩梭詞也不能。否則會令對方尷尬，也是對老人不敬的行為。而「阿達」一詞也不能在其他母系親屬在場時提起，因為這暗示母親與父親的性關係，會令母親尷尬。
害羞文化是避免出現亂倫的一個方式，亦是為了維持母系家族穩定和諧。

## 摩梭人著名人士
- 杨二车娜姆：中國作家、模特兒、旅行家、主持人。

## 相關影集
- 愛謊的妮可 （页面存档备份，存于）（公視人生劇展）
- "Without Fathers or Husbands" (1995, 26 min., Royal Anthropological Institute).  Made by Chinese born, French educated anthropologist Cai Hua.  It does not make claims about matriarchy.
- “A World without Fathers and Husbands.”  Eric Blavier (2000, 52 min.)
- “The Ladies of the Lake: A Matriarchal Society" (20 min.)
- Mosso, the Land of Free Love: The Last Matriarchy (2006, 50 min.)
- Mosso, the Land of Free Love: Walking Marriage (2006, 50 min.)
- Kingdom of Women: The Matriarchal Mosuo of China (2007, 54 min.)
- "Frontline World: The Women's Kingdom" （页面存档备份，存于） (July 19, 2005, 9 min.)
- "Frontline World: stories from a small planet" (June 27, 2006, 9 min)
- Mosuo Song Journey, by Diedie Weng and Carol Bliss (2007, 37 minutes)
- Kingdom of Women - A Reflection of a Matriarchal Society on Lugu Lake （页面存档备份，存于） (58 minutes)
- "Taboo: Sex" （页面存档备份，存于）, National Geographic Channel (2008)

## 附註
1. ↑  永寧摩梭，作者：(美)施傳剛
2. 1 2  . 紐約時報中文網 國際縱覽. 2015-12-29  [2017-03-03]. （原始内容存档于2021-03-23） （中文）.
3. ↑  和即仁 & 姜竹仪. . 北京: 民族出版社. 1985.
4. ↑  米可; 拉他咪打史拉姆; 皮艾木; 區勄狐. . 巴黎: 世界珍稀语言系列词典丛书. 2024  [2025-01-11]. （原始内容存档于2024-12-09）.
5. 1 2 3

## 外部連結
- Website for the Lugu Lake Mosuo Cultural Development Association （页面存档备份，存于）
- Girl's kingdom (via archive.org)
- The Mosuo
- Pictures of Mosuo in Buddhist prayers